# Filipp Gólikov
Filipp Ivànovitx Gólikov (30 de juliol de 1900 – 29 de juliol de 1980) va ser un comandant militar soviètic, promogut a Mariscal de la Unió Soviètica el 1961.
Gólikov serví durant la Guerra Civil Russa. Immediatament abans de l'esclat de la Gran Guerra Patriòtica estava al capdavant del Directori Principal d'Intel·ligència (GRU) soviètic (1940-41), portant a terme personalment missions a Gran Bretanya i als Estats Units. Durant la II Guerra Mundial comandà el Front de Briansk (1942) (sent destituït per derrotista en afirmar que seria impossible detenir l'avanç alemany fins a Stalingrad) i de Vorónej (1942-43), abans de ser nomenat Adjunt al Ministre de Defensa (abril de 1943), càrrec des del qual va ser responsable de la repatriació de ciutadans soviètics i, posteriorment, dels presoners de guerra alemanys. Després de la guerra ocupà diversos càrrecs al Ministeri de Defensa.

## Condecoracions
- Orde de Lenin (4)
- Orde de la Revolució d'Octubre
- Orde de la Bandera Roja (4)
- Orde de Suvórov de 1a classe
- Orde de Kutuzov de 1a classe
- Orde de la Bandera Roja del Treball
- Orde de l'Estrella Roja (2)
- Orde del Servei a la Pàtria a les Forces Armades de 3a classe
- Medalla del Centenari de Lenin
- Medalla de la defensa de Stalingrad
- Medalla de la defensa de Moscou
- Medalla de la victòria sobre Alemanya en la Gran Guerra Patriòtica 1941-1945
- Medalla del 20è Aniversari de la Victòria en la Gran Guerra Patriòtica
- Medalla del 30è Aniversari de la Victòria en la Gran Guerra Patriòtica
- Medalla dels Veterans de les Forces Armades Soviètiques
- Medalla del 20è Aniversari de l'Exèrcit Roig
- Medalla del 30è Aniversari de l'Exèrcit i l'Armada Soviètics
- Medalla del 40è Aniversari de les Forces Armades Soviètiques
- Medalla del 50è Aniversari de les Forces Armades Soviètiques
- Medalla del 60è Aniversari de les Forces Armades Soviètiques